# Hoya minahassae
Hoya minahassae är en oleanderväxtart som beskrevs av Rudolf Schlechter. Hoya minahassae ingår i släktet Hoya och familjen oleanderväxter. Inga underarter finns listade i Catalogue of Life.